# Pożary lasów w Afryce (2019)
Pożary lasów w Afryce – seria pożarów występujących na terenie lasów równikowych Angoli, Zambii, Zimbabwe, Mozambiku oraz Demokratycznej Republiki Konga, o nasileniu porównywanym do katastrofalnych pożarów lasów, które wybuchły w sierpniu 2019 i swoim zasięgiem objęły lasy deszczowe w Amazonii na terenie szeregu państw Ameryki Południowej.

## Przyczyny
Jako główne przyczyny powstawania pożarów eksperci wymieniają metody pozyskiwania ziemi pod uprawy rolnicze i pastwiska, a także wylesianie i pozyskiwanie terenów pod wydobycie ropy. Lasy równikowe Afryki określane są jako „drugie płuca Ziemi”, po lasach deszczowych Amazonii.